# Famille Patachich
La famille Patachich de Zajezda (en hongrois : zajezdai Patachich család) était une famille aristocratique hongroise.